# Zbigniew Piórkowski
Zbigniew Stanisław Piórkowski (ur. 2 lipca 1929 w Łodzi, zm. 10 lipca 1994 tamże) – polski pięściarz, olimpijczyk, w latach 1953–1957 18-krotny reprezentant Polski (12 zwycięstw, 6 porażek), po uzyskaniu uprawnień instruktorskich w 1958 – trener.
Uczestnik Mistrzostw Europy w Warszawie 1953 i Berlinie Zachodnim 1955 oraz Igrzysk Olimpijskich w Melbourne w 1956 w wadze średniej.
Zawodnik m.in. OWKS Kraków (wicemistrz kraju w wadze średniej 1952), CWKS Warszawa (dwukrotny drużynowy mistrz Polski w sezonach 1951/1952 i 1952/1953 oraz indywidualny mistrz w 1953) i Gwardii Łódź – złoty (1956) i brązowy (1955) medalista Mistrzostw Polski w kategorii średniej oraz wicemistrz kraju w wadze półciężkiej (1957).
Wieloletni trener łódzkich drużyn: Gwardii (do 1963), Budowlanych (1963–1967), Rudzkiego KS (1968–1972) i RTS Widzew (1972–1975) oraz lubelskiego Motoru (1975–1980).
Spoczywa na Cmentarzu Doły w Łodzi (część katolicka, kwatera 28).